# (85466) Крастиньш
(85466) Крастиньш (латыш. Krastiņš) — типичный астероид главного пояса, который был открыт в 3 мая 1997 года бельгийским астрономом Эриком Эльстом в чилийской обсерватории Ла-Силья и 12 июля 2014 года назван в честь латвийского архитектора, академика Латвийской академии наук, Яниса Крастиньша.

Орбита астероида Крастиньш и его положение в Солнечной системе